# Pyronota electa
Pyronota electa är en skalbaggsart som beskrevs av Thomas Broun 1893. Pyronota electa ingår i släktet Pyronota och familjen Melolonthidae. Inga underarter finns listade i Catalogue of Life.